# 梓巫女
梓巫女（あずさみこ）とは、特定の神社に属せずに各地を渡り歩いて託宣や呪術を行っていた巫女のことで、他にも「市子」等様々な呼称があった。主に東国を中心に活躍していた。
梓巫女は梓弓を鳴らしながら神降ろしの呪文を唱えて、神懸かりを行って生霊や死霊を呼び出して（口寄）、その霊に仮託して託宣や呪術を行う（神語り）。津軽地方のいたこには弓の弦を棒で叩いて口寄せを行う者がおり、梓巫女と同系列であるとされている。三陸地方のオカミンの場合には「インキン」と呼ばれる鉦を鳴らして口寄せを行う者がいる。
中世以後における八幡信仰や神明信仰の普及、語り物の発生、オシラ祭文などの伝承に梓巫女が深く関わっていたと考えられている。